# Skala cygańska
Skala cygańska – siedmiostopniowa skala muzyczna występująca w dwóch odmianach:
- z sekundą zwiększoną (3 półtony) pomiędzy III a IV oraz VI a VII stopniem skali[1]:

Ten rodzaj podobny jest do skali molowej harmonicznej z podwyższonym stopniem IV.
Odległości między poszczególnymi stopniami są następujące:
| Stopnie  | Odległość          |
| -------- | ------------------ |
| I-II     | sekunda wielka     |
| II-III   | sekunda mała       |
| III-IV   | sekunda zwiększona |
| IV-V     | sekunda mała       |
| V-VI     | sekunda mała       |
| VI-VII   | sekunda zwiększona |
| VII-VIII | sekunda mała       |

- z sekundą zwiększoną (3 półtony) pomiędzy II a III oraz VI a VII stopniem skali[1]:

Ten rodzaj podobny jest do skali durowej harmonicznej z obniżonym stopniem II. Odległości między poszczególnymi stopniami są następujące:
| Stopnie  | Odległość          |
| -------- | ------------------ |
| I-II     | sekunda mała       |
| II-III   | sekunda zwiększona |
| III-IV   | sekunda mała       |
| IV-V     | sekunda wielka     |
| V-VI     | sekunda mała       |
| VI-VII   | sekunda zwiększona |
| VII-VIII | sekunda mała       |

Wpływ skal cygańskich można usłyszeć w mazurkach Fryderyka Chopina nr 5, 20 i 49, a także w polskiej muzyce ludowej.
Skalę cygańską zastosował m.in. Georges Bizet w operze Carmen.